# Kolcowój europejski
Kolcowój europejski (Lycium europaeum L.) – gatunek roślin z rodziny psiankowatych.

## Zasięg geograficzny
Gatunek głównie śródziemnomorski. Zasięg geograficzny obejmuje Afrykę Północną (Algieria, Egipt, Libia, Maroko, Tunezja i wyspa Madera), Europę Południową (Albania, Chorwacja, Grecja, Włochy, Słowenia, Serbia, Francja, Portugalia, Hiszpania) i Azję Zachodnią (półwysep Synaj, Izrael, Jordania, Liban, Turcja).

## Morfologia i ekologia
PokrójKrzew o wysokości 2–3 m i podobnej szerokości
PędyRozgałęzione, nagie, za młodu jasnobrązowe, później brązowe lub szare, o popękanej korze. Pokryte są kolcami, które na młodych pędach mają długość ok. 2 cm, na starych do 15 cm.
LiścieCałobrzegie, lancetowate, o długości do 2 cm.
KwiatyWyrastają pojedynczo, czasami po dwa na krótkiej szypułce. Są lekko pachnące, różowe lub żółtozielone. Kwitną od czerwca do września.
OwocŻółta jagoda o długości ok. 8 mm.
Rośnie w zespołach roślinnych typu makia, w zaroślach i na stepach.

## Udział w kulturze
- Wszyscy badacze roślin biblijnych są zgodni, że kolcowój europejski jest cytowany w Biblii. Niemal wszyscy zajmujący się tym problemem wiążą ten gatunek z określeniem „ciernisty krzew” użytym w bajce wygłoszonej przez Jotama do mieszkańców Sychem. W bajce tej drzewa proponują kolcowojowi, by został ich królem (Księga Sędziów 9,7-21). Badacze roślin są zgodni, że chodzi tu o kolcowój europejski, gdyż jest on pospolity na terenach od Morza Martwego po Liban. N. Haureweni (jeden z badaczy roślin biblijnych) również zgadza się z tym, że gatunek ten jest wymieniony w Biblii, ale jego zdaniem w innym miejscu: wszędzie tam, gdzie jest mowa o cierniach, np. w wersecie „wymłócę ciała wasze cierniami pustyni i ostami” (Sdz 8,7)[7].
- M. Zohary na podstawie analizy słów hebrajskich i arabskich uważa, że od kolcowoju europejskiego pochodzi nazwa miejscowości Azeka w Judei, w której Dawid pokonał Goliata[7].
- J. Maillat i S. Maillat uważają, że w koronę cierniową Jezusa Chrystusa były wplecione gałązki kolcowoju europejskiego[7].